# Messier 54
Messier 54 ( M54 o NGC 6715) és un cúmul globular de la constel·lació de Sagitari. Va ser descobert per Charles Messier el 1778.
En un primer moment es pensà que l'M54 es trobava a una distància d'uns 50.000 anys llum de la Terra. Posteriorment, el 1994 es va descobrir que M54 probablement no formava part de la Via Làctia, sinó de la galàxia nana el·líptica de Sagitari (SagDEG), convertint-lo d'aquesta manera en el primer cúmul globular extragalàctic descobert.
Les estimacions modernes situen M54 a una distància d'uns 87.000 anys llum, el que comportaria un radi real de 150 anys llum. Es tracta d'un dels cúmuls globulars més densos i lluminosos que es coneixen (classe III) amb una lluminositat de 850.000 lluminositats solars i una magnitud absolutat de -10, només superat per Omega Centauri a la nostra galàxia.
M54 té almenys 84 estrelles variables, la majoria d'elles de tipus RR Lyrae, tot i que també hi ha dues variables vermelles semiregulars amb períodes de 77 i 101 dies.

## Observació
M54 és fàcil de trobar al cel, es troba prop de l'estrella ζ Sagittarii. Tanmateix, no és resoluble en estrelles inclús amb els telescopis d'aficionats més grans.